# Praça Tiradentes (Belo Horizonte)

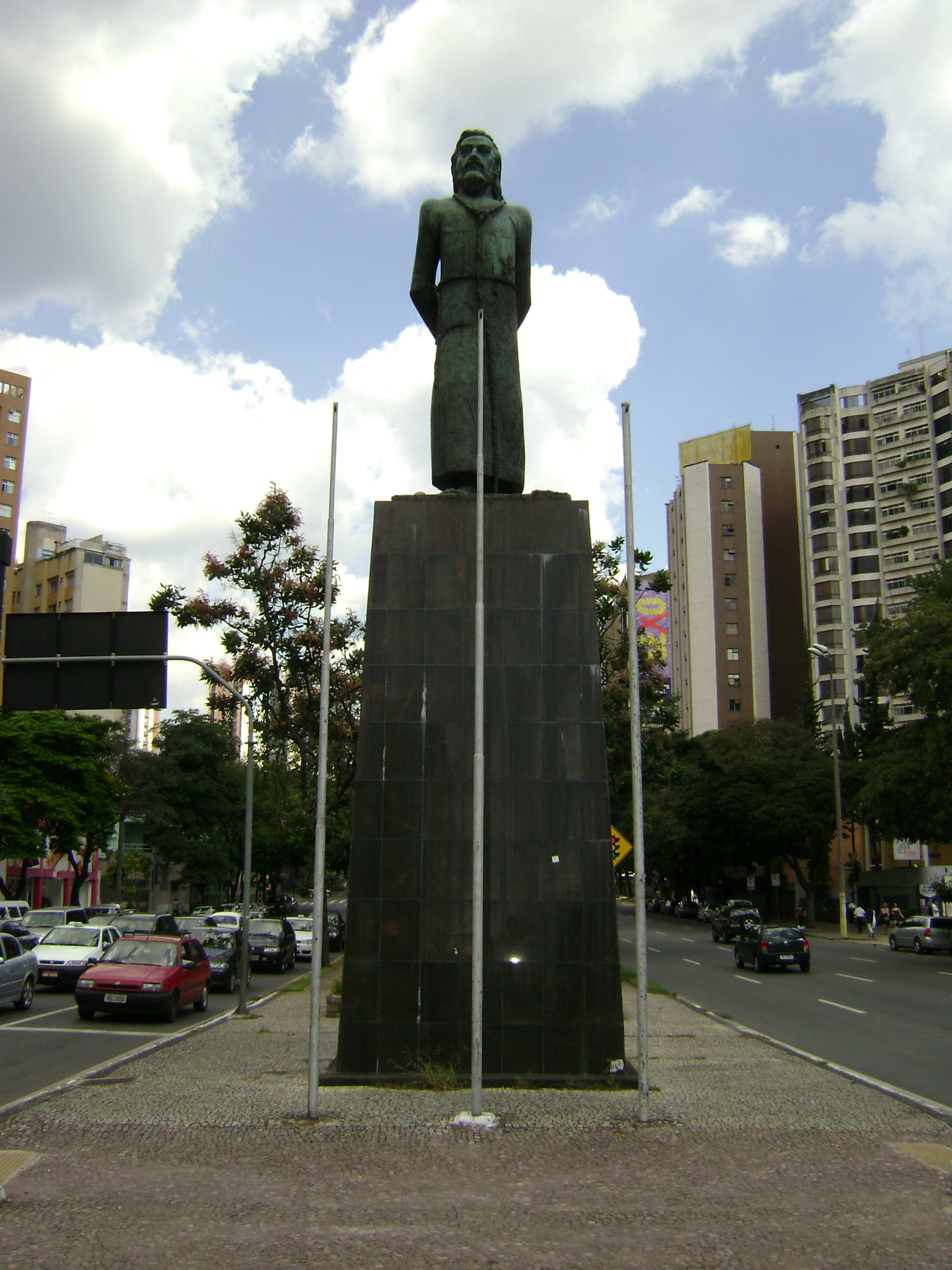
Homenagem ao Tiradentes na praça.

A Praça Tiradentes é um logradouro na cidade de Belo Horizonte. Situa-se na confluência entre as avenidas Afonso Pena e Brasil, no bairro Funcionários. 
Há ali uma estátua em homenagem ao mártir da Inconfidência Mineira, Joaquim José da Silva Xavier, o "Tiradentes". No local está prevista a instalação de uma estação da linha 3 do Metrô de Belo Horizonte.

## Histórico
A praça foi inaugurada em 20 de agosto de 1962, na gestão do então prefeito da capital mineira Amintas de Barros, sem que o monumento ao inconfidente estivesse pronto e contando com uma réplica em gesso, em solenidade que contou com a presença do governador e do arcebispo coadjutor.
Executada em bronze pelo artista Antônio van der Weill, a estátua foi finalmente assentada em nova base em 5 de janeiro do ano seguinte; com seis metros e meio de altura e pesando mil e quatrocentos quilos, a obra corrigia erros da réplica em gesso. Dada a importância da representação histórica do monumento, desde 1995 a Superintendência de Limpeza Urbana da Prefeitura de Belo Horizonte realiza anualmente a limpeza da estátua, sempre no dia 21 de abril.
A praça vem ao longo do tempo sendo palco de protestos populares; um exemplo foi a manifestação realizada em 2010, feita por estudantes, que com humor reclamava da poluição visual feita pelos políticos com uso de "cavaletes" de propaganda. ou a feita por empresários contra o excessivo número de impostos do Brasil, levando o "livro" de sete toneladas e meia contendo parte das leis tributárias do país, e várias forcas foram armadas, representando cada uma delas um imposto que é cobrado dos brasileiros.